# Char moyen
 (mai 2024).
Si vous disposez d'ouvrages ou d'articles de référence ou si vous connaissez des sites web de qualité traitant du thème abordé ici, merci de compléter l'article en donnant les références utiles à sa vérifiabilité et en les liant à la section « Notes et références ».
Pour un article plus général, voir char d'assaut.
Le char moyen est un concept de char d'assaut. Il regroupe l'ensemble des chars dépassant une certaine masse (char léger), variable selon le pays constructeur et selon les époques, mais également en deçà d'une limite le séparant du char lourd. 
Il se définit par opposition aux autres types de chars (char léger, char lourd, char super-lourd) et par le rôle qui lui est attribué.

## Historique
Après l'apparition du char d'assaut moderne lors de la Première Guerre mondiale, les ingénieurs militaires explorent, pendant l'entre-deux-guerres, les différentes possibilités de cette nouvelle arme. Le char moyen apparaît comme un intermédiaire entre char léger et char lourd.

### Évolution durant la Seconde Guerre mondiale
Durant la Seconde Guerre mondiale, le char moyen constitue tout d'abord le meilleur outil blindé à la disposition des belligérants. Mais avec l'amélioration des canons utilisés, leur blindage devient bientôt insuffisant. Leur potentiel offensif (le calibre de l'armement principal) comme défensif (l'épaisseur du blindage) est constamment amélioré, ce qui revient à les faire passer au standard des chars lourds de l'entre-deux-guerres. Toutefois, ces améliorations ne se font pas au détriment de la vitesse ; l'usage en grandes unités blindés devient dominant, formant une nouvelle approche de l'emploi de l'arme blindée.

### Pendant la guerre froide
Durant la guerre froide, le concept de char moyen va rapidement disparaître au profit du char de combat principal, qui combine ses avantages avec ceux du char léger et du chars lourd. Cependant, son usage reste prépondérant dans les premiers conflits de la période, notamment la guerre de Corée. Certains modèles de large production (T-34, M4 Sherman) sont considérablement améliorés et exportés.

## Caractéristiques
Le type du char moyen de l'entre-deux-guerres se définit autour de trois caractéristiques principales :
- Sa masse ; le char moyen se trouve faire entre dix et vingt tonnes ;
- Son blindage ; d'une épaisseur moyenne (de l'ordre de 30 mm), il protège le char du tir des armes légères, mitrailleuses et canons d'infanterie de petit calibre ;
- Sa vitesse ; la motorisation possible n'est alors pas en mesure d'apporter un ratio puissance/masse important, elle dépasse rarement les 30 km/h.

L'ensemble de ces caractéristiques font de lui un char polyvalent. Il peut être engagé à la fois comme soutien d'infanterie dans une situation offensive, ou en soutien d'artillerie mobile en situation défensive. Il peut donc être utilisé comme char d'infanterie.
Dans certains cas, le blindage est allégé pour permettre d'atteindre des vitesses supérieures. Il est alors possible d'utiliser un char moyen comme force d'attaque rapide. Il s'agit là d'un usage de char de cavalerie.
Enfin, le char moyen, polyvalent, peut également exploiter une brèche créée par d'autres chars, par exemple un char de cavalerie. Il s'agit là de conserver cette brèche ouverte, de tenir la position et de soutenir l'infanterie qui avance.

## Exemples
Utilisés au combat :
- M4 Sherman
- Panzer IV
- Panzer V Panther
- T-28
- T-34-76
- T-34-85 (version améliorée du T-34-76)

Autres :
- Grosstraktor (prototype allemand)
- T-24

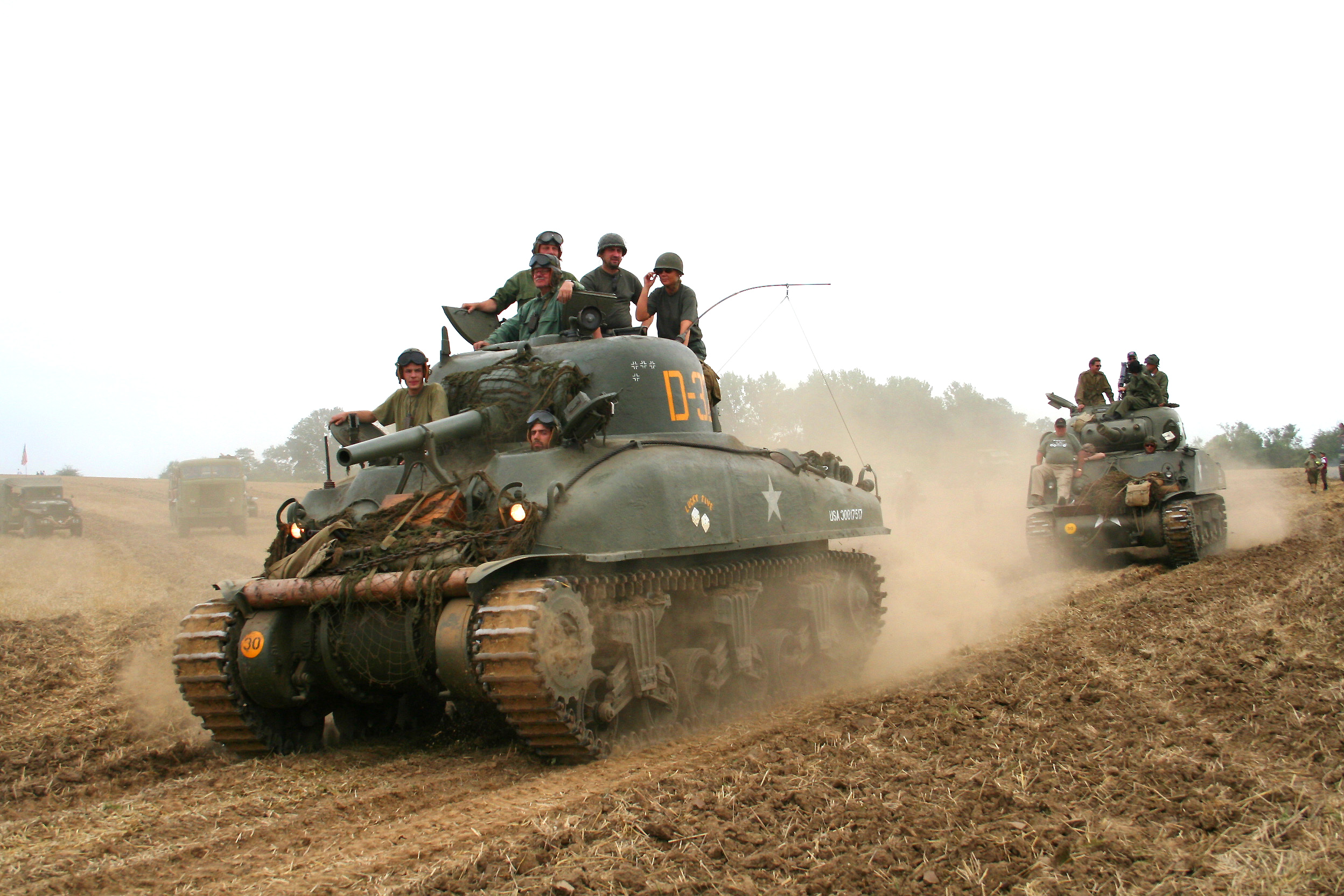
M4 Sherman.
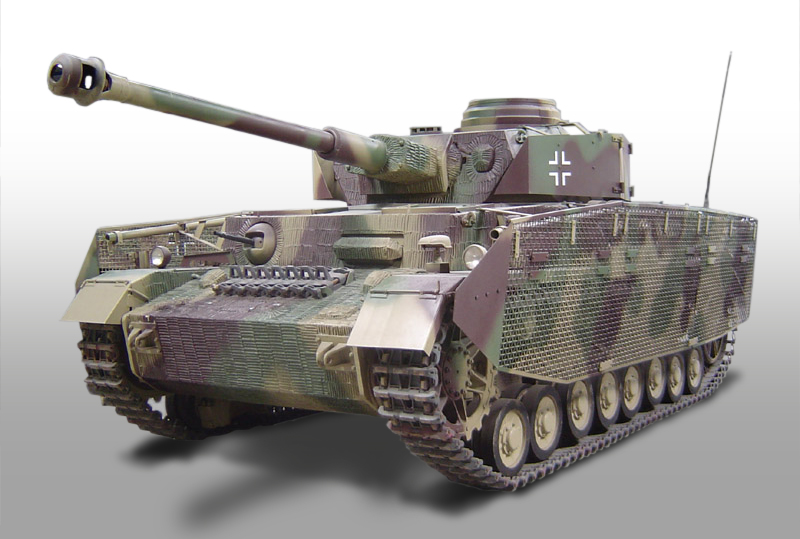
Panzer IV.
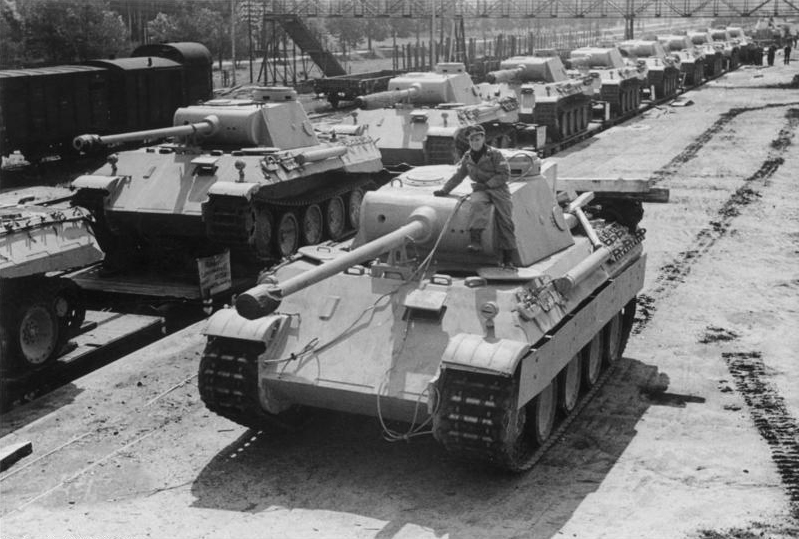
Panzer V.
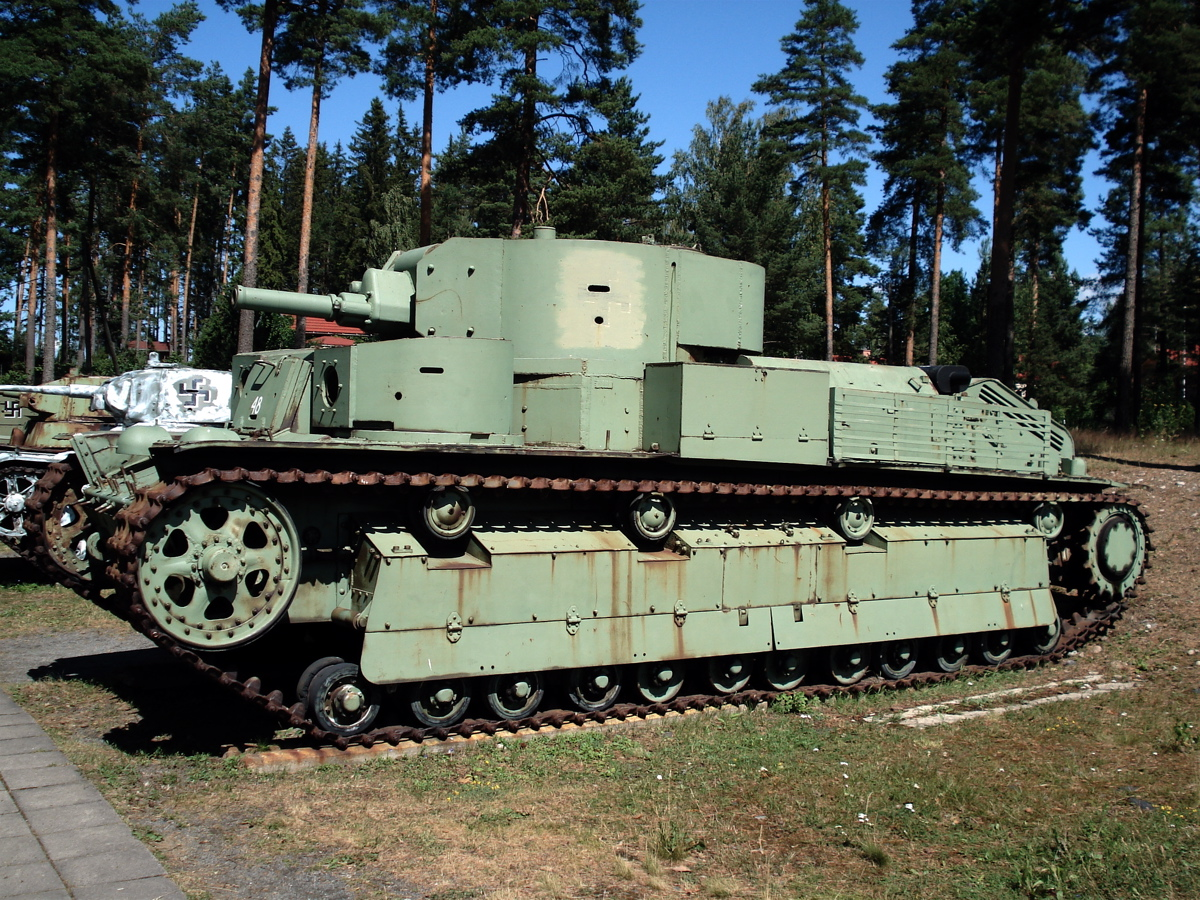
T-28.
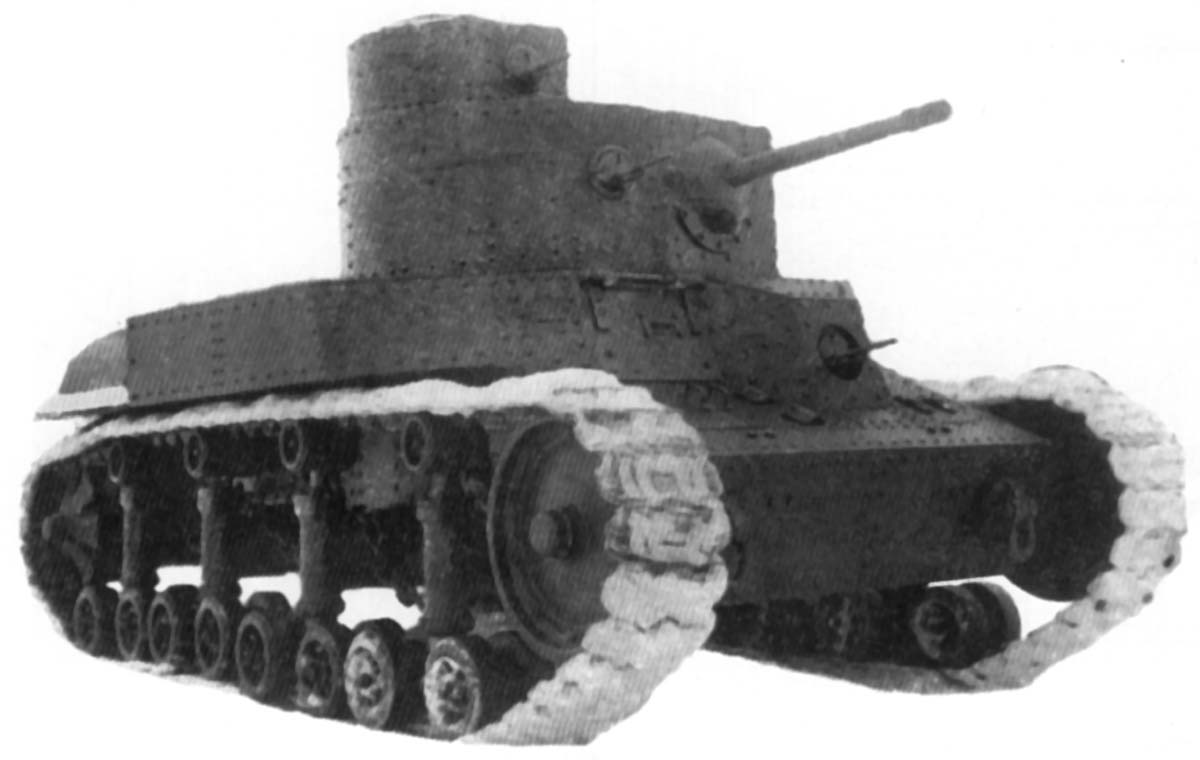
T-24.
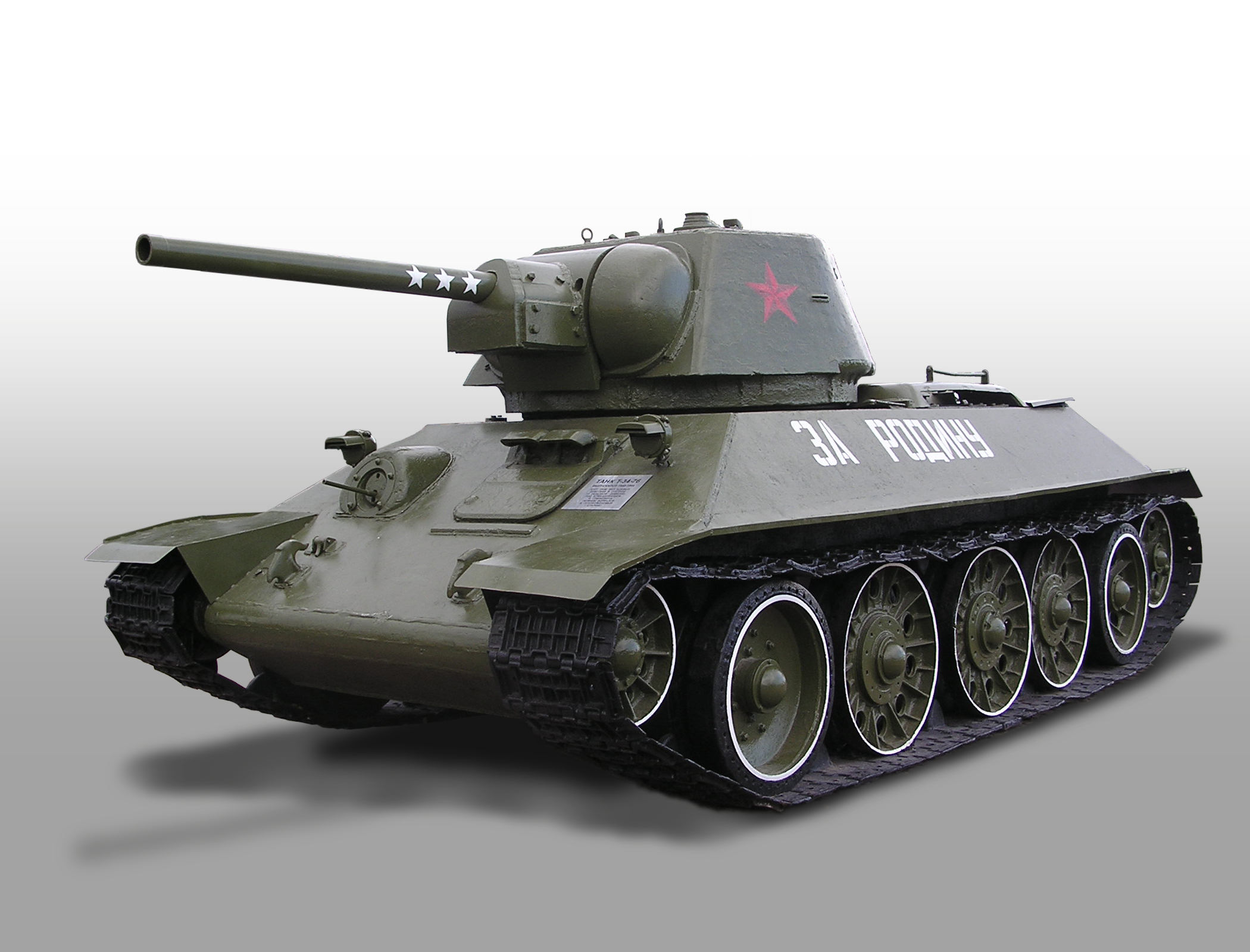
T-34-76
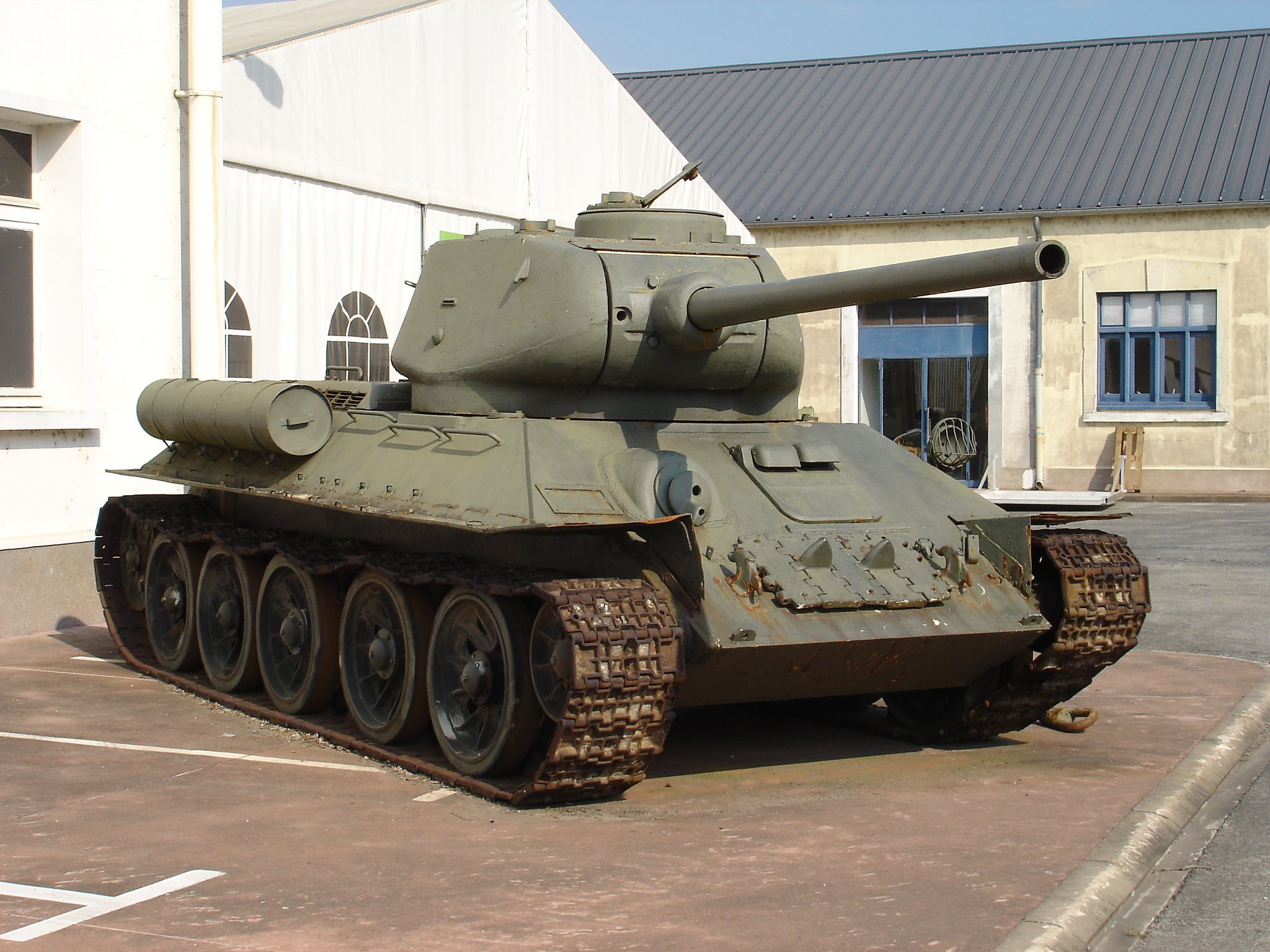
T-34-85